# Beat Wabel
Beat Wabel (Wetzikon, cantó de Zúric, 23 de maig de 1967) va ser un ciclista suís, que s'expecialitzà en el ciclocròs.

## Palmarès en ciclocròs
- 1984-1985
  -  Campió del món en ciclocròs júnior
- 1989-1990
  -  Campió de Suïssa en ciclocròs
- 1992-1993
  -  Campió de Suïssa en ciclocròs
- 1997-1998
  -  Campió de Suïssa en ciclocròs
- 1999-2000
  -  Campió de Suïssa en ciclocròs
  - 1r al Ciclocròs d'Igorre
- 2000-2001
  -  Campió de Suïssa en ciclocròs
- 2002-2003
  -  Campió de Suïssa en ciclocròs